# Prašek petih začimb
Mešanica petih začimb (kitajsko: 五香粉; pinjin: wǔxiāng fěn) je mešanica petih ali več začimb – običajno zvezdastega janeža, klinčkov, kitajskega cimeta, sečuanskega popra in semen komarčka – ki se pretežno uporablja v skoraj vseh vejah kitajske kuhinje. Pet okusov začimb odraža pet tradicionalnih kitajskih elementov (les, ogenj, zemlja, kovina in voda) in okusov (sladko, grenko, kislo, slano in pikantno). Z dodatkom osmih drugih začimb nastane mešanica trinajstih začimb (十三香), ki se uporablja manj pogosto.

## Sestavine
Čeprav obstaja veliko različic, je pogosta mešanica:
- Zvezdasti janež (bājiǎo 八角)
- Semena komarčka (xiǎohuíxiāng 小茴香)
- Nageljnove žbice (dīngxiāng 丁香)
- Kitajski cimet (ròuguì 肉桂)
- Sečuanski poper (huājiāo 花椒)

Drugi recepti lahko vsebujejo janeževo seme, ingverjevo korenino, muškatni orešček, kurkumo, stroke Amomum villosum (shārén 砂仁), stroke Amomum cardamomum (báidòukòu 白豆蔻), sladki koren, lupino mandarine ali galangal.
V južni Kitajski se Cinnamomum loureiroi in lupina mandarine pogosto uporabljata kot nadomestek za Cinnamomum cassia oziroma klinčke. Te sestavine skupaj dajejo značilen, nekoliko drugačen okusni profil južnih praškov s petimi začimbami.

## Uporaba
Pet začimb v prahu se uporablja kot začimbni dodatek za piščanca, raco, gos, svinjino in morske sadeže, v receptih za rdečo omako ali pa se doda paniranju ocvrte hrane. Pet začimb v prahu se uporablja v receptih za kantonsko pečeno raco, pa tudi za govejo enolončnico. Zelo priljubljene so tudi konzervirane kocke začinjene svinjine. Pet začimb v prahu se uporablja kot marinada za vietnamskega pečenega piščanca. Mešanica petih začimb v prahu je sledila kitajski diaspori in je bila vključena v druge nacionalne kuhinje po vsej Aziji.
Na Havajih nekatere restavracije postavijo mešalnik začimb na mizo vsakega gosta.] Začinjeno sol lahko enostavno pripravimo s suhim praženjem navadne soli s petimi začimbami v prahu na nizki temperaturi v suhi ponvi, dokler se začimbe in sol dobro ne premešajo.
Pet začimb v prahu lahko doda tudi kompleksnost in pikantnost sladicam in slanim jedem.
Tradicionalno se uporablja kot antiseptik in zdravilo za prebavne motnje. V eni študiji so s štirimi standardnimi metodami raziskali potencialne antioksidativne sposobnosti kitajskega praška s petimi začimbami z različnimi deleži posameznih sestavin začimb. Rezultati kažejo, da klinčki največ prispevajo k visokim antioksidativnim sposobnostim praška s petimi začimbami, medtem ko ostale štiri sestavine prispevajo le k okusu.